# Erich Gladtke
Erich Gladtke (* 4. Juli 1925 in Osterode (Ostpreußen); † 12. August 2001) war ein deutscher Pädiater und Hochschullehrer.

## Leben
Gladtke verbrachte seine Schulzeit in Berlin und studierte anschließend an der Humboldt-Universität Medizin. Seine Pflichtassistentenzeit absolvierte er an der Kinderklinik Berlin-Weißensee. 1954 wurde er Assistent an der II. Medizinischen Klinik der Berliner Charité. Zu dieser Zeit erhielt er eine biochemische Ausbildung am Institut für Medizin und Biologie der Deutschen Akademie der Wissenschaften in Berlin-Buch. 1959 wurde Gladtke Assistent an der Universitäts-Kinderklinik der Charité. Er folgte seinem wissenschaftlichen Lehrer Friedrich Hartmut Dost an die Universität Gießen und habilitierte sich dort 1965 zum Thema Der Thiosulfatraum des Kindes. 1966 wurde ihm der Fritz-Merck-Preis zugesprochen. Im Jahr 1970 erhielt er den Lehrstuhl für Kinderheilkunde an der Universität zu Köln. Wissenschaftlich beschäftigte sich Gladtke vor allem pharmakokinetischer Forschung und legte den Grundstein für die Entwicklungspharmakologie. Er war Mitglied der Zulassungskommission für den humanmedizinischen Bereich beim Bundesgesundheitsamt.

## Schriften (Auswahl)
- mit Hans M. von Hattingberg: Pharmakokinetik. Eine Einführung. 2., neubearb. Aufl., Springer, Berlin/Heidelberg/New York 1977, ISBN 978-3-540-08168-5.